# 許龍一
許龍一，MH（2000年11月13日—），香港男子高爾夫球亞洲巡迴賽運動員。他在職業生涯的第四場賽事，2023年「國際都會高爾夫球錦標賽」中於主場首次奪冠，成為有史以來第一位贏得亞巡賽的香港球手。

## 早年及業餘生涯
許龍一母親是日本人，家中有兩位姊姊，5歲時受父親影響下開始高爾夫球，小時候看見其父打高爾夫球感到很有趣，於是就嘗試打球。少時就讀愉景灣智新書院，期間曾在2017年獲最有價值高爾夫球員及年度男運動員。
2016年至2021年期間，許龍一以業餘球員身份多次奪冠，包括2016年及2018年兩屆香港青少年公開賽。2017年6月5日，他在第10屆觀瀾湖傑克·尼克勞斯青少年錦標賽後來居上，在加洞賽擊敗泰國對手成為男子組總冠軍。同年12月14日，他在運動燃希望基金傑出青少年運動員選舉獲香港體育學院頒授第三季優異證書。
2018年至2022年，許龍一就讀聖母大學，並成為聖母大學愛爾蘭戰士隊高爾夫球運動員。2021年11月，他在第12屆「亞太業餘錦標賽」加洞賽不敵業餘世界排名第一的日本球員中島啟太屈居亞軍，但仍然成為第一位獲得英國公開賽資格賽的參賽名額之香港球手。

## 職業生涯
2023年2月，許龍一在PGA歐洲巡迴賽新加坡經典賽首度以職業球員身份亮相。2023年3月，他以東道主身份，在亞洲巡迴賽國際都會高爾夫球錦標賽榮登首屆冠軍寶座，成為首位獲得參加四大滿貫之一「英國公開賽」參賽資格的土生土長香港高爾夫球運動員。
同年，許龍一代表香港征戰延後一年的杭州亞運，他在高爾夫球賽事中奪得男子個人賽金牌，同時帶領香港隊奪得男子團體賽銅牌，為香港在亞洲運動會高爾夫比賽的首兩面獎牌。賽後，他坦言對奪金感到意外，表示與隊友黑純一、張雄熙及伍城鋒合力取得的團體賽銅牌更為特別。另外，他又認為陳芷澄在2016年首次獲得里約奧運資格甚為鼓舞，因而以巴黎奧運為目標；同時，他希望拿着金牌與奧運銀牌得主、亞運金牌得主香港游泳運動員何詩蓓再拍一張合照。

## 外部連結
- 許龍一 （页面存档备份，存于）在歐洲巡迴賽官方網站
- 許龍一 （页面存档备份，存于）在亞洲巡迴賽官方網站
- 許龍一 （页面存档备份，存于）在男子高爾夫世界排名官方網站